# アルタッハ

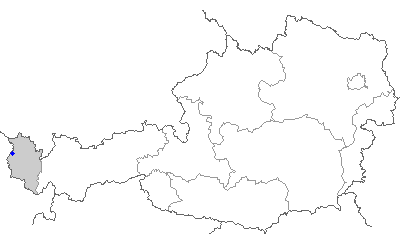
アルタッハの位置

アルタッハ（標準ドイツ語：Altach, アレマン語（オーストリアアレマン語）：Alta（アルタ））は、オーストリアの村。フォアアールベルク州のフェルトキルヒ郡に属する。人口は約6500人（2008年）。
スイス国境に近い村。約15キロ北にブレゲンツがある。街の近くをライン川が流れ、ブレゲンツ近くでボーデン湖に流れ込む。ライン川の対岸はスイス領。約15キロ南にフェルトキルヒがあり、その先がリヒテンシュタインになる。
この村を拠点とするサッカークラブが、SCラインドルフ・アルタッハである。「ラインドルフ」とは「ラインの村」という意味。2006年にオーストリア・ブンデスリーガ（1部リーグ）昇格を果たし、村の大きなニュースとなった。